# Hans Gruys
Johanna Dorothea (Hans) Gruys (Ginneken en Bavel, 18 november 1903 – Apeldoorn, 24 december 1989) was een Nederlands violiste en zangeres. Haar stembereik was mezzosopraan, alt
Ze is dochter van militair (Eerste luitenant infanterie Oost-Indisch leger) Pieter Gerrit Gruijs en Suzanne Kruseman. Ze was getrouwd met Jacob van Lier; ze overleed een half jaar na haar man.
Zij toonde al vroeg haar muzikale kwaliteiten. Ze zong op vijfjarige leeftijd in een koor en pakte toen ook al de viool en de piano op. Ze speelde voor voor de bekende violist Louis Zimmermann en die raadde aan zo snel mogelijk te beginnen met de serieuze vioolstudie. Dat zagen haar ouders niet zitten, ze moest eerst haar driejarige HBS afmaken. In 1919 kon ze dan toch beginnen aan de opleiding aan het Haags Conservatorium. Ze kreeg les van André Spoor (violist van Concertgebouworkest en Residentieorkest) en Johan Wagenaar (muziekleer). In 1921 haalde ze aldaar haar onderwijsdiploma en ging aan de slag als vioollerares in Breda, onderhand verder studerend. In 1923 slaagde ze voor haar solistenexamen en een jaar later trok ze naar Amsterdam. Dit keer om haar stem te oefenen bij Jacoba Dhont, waarbij ze in 1925 ook weer een solodiploma haalde. Verdere studies volgden bij Jac. van Kempen en Ferdinand Helmann.
Ze ging door als zangeres, maar bleef het vioolspel beoefenen tijdens lesgeven en uitvoeringen op het gebied van kamermuziek. Als zangeres trok ze de wereld rond en gaf bijvoorbeeld concerten in Nederlands-Indië (ze woonde daar ook enige tijd). In 1946 maakte ze studiereis naar Australië (trouwde daar met haar man) en bracht vervolgens Muziekonderwijs op de scholen in Australië als rapportage uit. Ze werd bekend als concertzangeres, waarbij ze nieuw repertoire niet schuwde getuige de zeven concerten die ze tussen 1930 en 1939 gaf met het Concertgebouworkest met werken van onder andere Maurice Ravel, Claude Debussy. Ze zong ook veelvuldig Nederlands repertoire. Zo zong ze een aantal liederen van Alphons Diepenbrock. Hendrik Andriessen droeg zijn Trois pastorales aan haar op. Voor de nieuwe muziek was ze soms op de podia van de International Society for Contemporary Music (ISCM) te vinden. Op latere leeftijd werd ze geplaagd door doofheid.
Zij publiceerde over zangtechniek en -pedagogiek in diverse muziektijdschriften, waaronder muziekblad Symphonia. Haar archief is te raadplegen in de Collecties Nederlands Muziek Instituut in het Haags Gemeentearchief.
1. ↑  Tzagkaraki, Sandy, Inventaris archief Hans Gruys [3528-01] (17-12-2024). Geraadpleegd op 17-12-2024.